# Magazinul Bucovina din Suceava
Magazinul „Bucovina” (redenumit în prezent Bucovina Mall, în trecut Magazinul Universal „Bucovina”) este un centru comercial din municipiul Suceava, deschis în anul 1974. Este situat pe strada Ștefan cel Mare nr. 56, în centrul orașului.

## Istoric
În anul 1972, pe un teren situat la bulevardul principal ce străbate orașul Suceava, între edificiile ce adăposteau la acea vreme Consiliul Popular Municipal (Primăria), respectiv Muzeul Județean, începea construcția unui mare centru comercial – viitorul Magazin Universal „Bucovina”. Lucrările au fost executate de Întreprinderea Județeană de Construcții Montaj (IJCM) Suceava, după proiectul elaborat de Institutul de Proiectări Suceava, șef de proiect fiind arhitectul Ioan Rizea. Magazinul „Bucovina” a fost inaugurat în prima jumătate a lunii octombrie 1974, când o mare de oameni a intrat pentru prima dată în noul complex comercial ridicat pe cinci niveluri, într-o clădire modernă cu suprafața utilă de 6.700 de metri pătrați. Aceasta a fost secondată de un complex de modă și croitorie, denumit Casa Modei și ridicat în aceeași perioadă în imediata vecinătate. Apariția celor două edificii, în paralel cu Hotelul „Bucovina” (deschis în 1975 pe locul unde înainte se afla Grădina de Vară), a schimbat radical aspectul zonei.
În primul an de funcționare, complexul comercial a fost vizitat de 1,2 milioane de cumpărători, iar vânzările realizate au reprezentat aproximativ 40% din valoarea totală a vânzărilor de mărfuri industriale din rețeaua comercială a orașului. Magazinul Universal „Bucovina” era bine aprovizionat în primii ani de funcționare, avea relații comerciale cu numeroase unități furnizoare și a reprezentat o lungă perioadă principalul centru comercial din Suceava. Poziționat într-un spațiu cu deschidere largă către strada Ștefan cel Mare, între Parcul Trandafirilor și sediul Băncii Naționale, impunătorul său edificiu a fost considerat de localnici, încă de la început, un simbol pentru municipiul Suceava.
Magazinul a fost privatizat după Revoluția din 1989 și a devenit ulterior proprietatea companiei Altex. În 2022 complexul a fost preluat de firma Andrewman S.R.L., deținută de Andrei Mandachi (fratele geamăn al antreprenorului Ștefan Mandachi), prețul tranzacției ridicându-se la 7,5 milioane de euro. Andrei Mandachi și-a exprimat dorința de a transforma acest complex într-un mall și a-i readuce valoarea pierdută de-a lungul timpului: „Ne dorim ca prin cumpărarea «Bucovinei» să redăm acestui magazin faima de altădată, reformată însă la nivelul anului 2022. «Bucovina» are un potențial enorm, este punctul zero al Sucevei, este un reper pentru întregul județ, iar dacă vom implementa tot ce ne propunem, noul Bucovina Mall va avea un succes fulminant. Avem mare încredere în noi și suntem siguri că vom reuși o transformare radicală, în bine pentru comunitatea suceveană.”

## Imagini

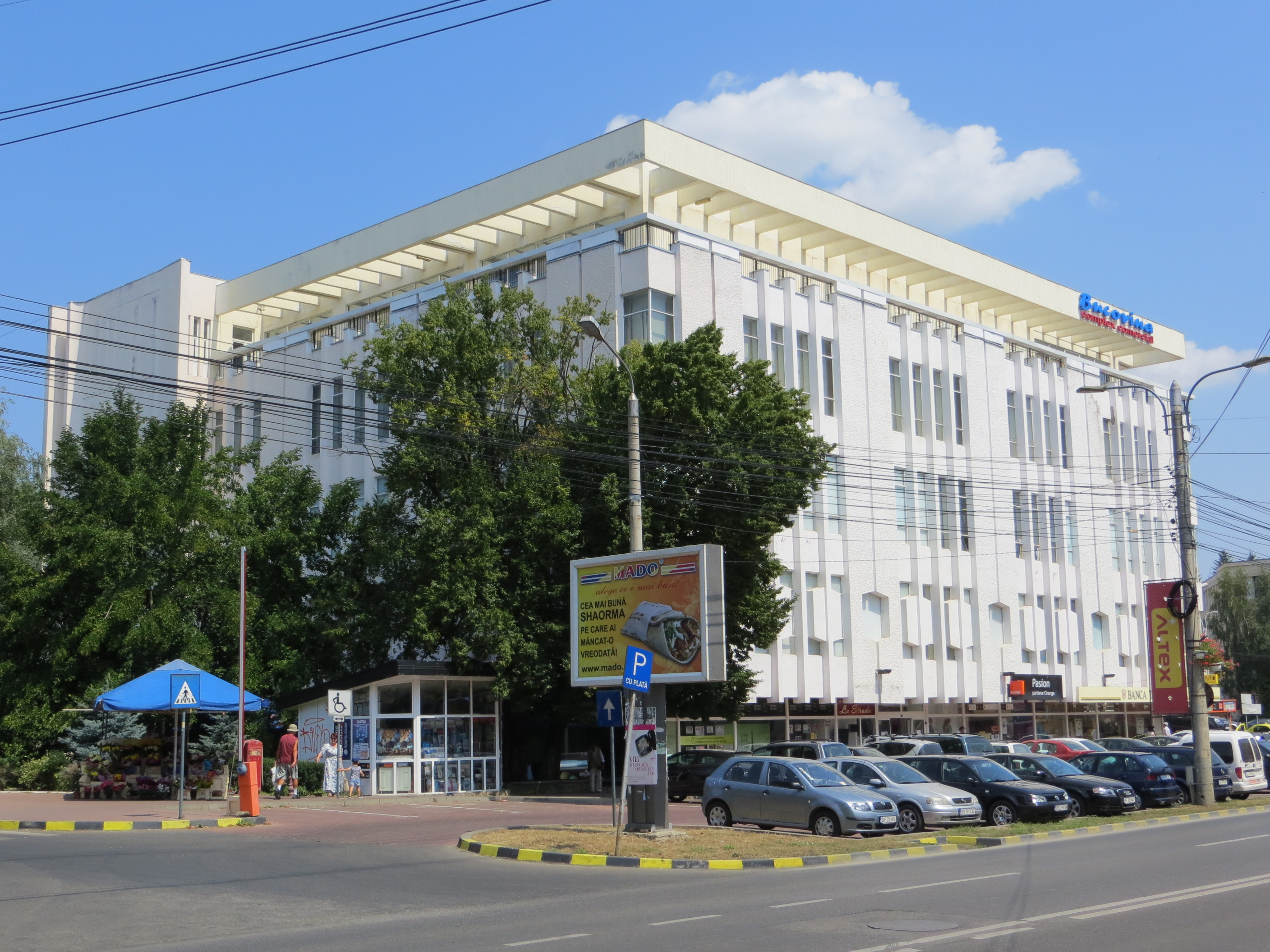
Magazinul „Bucovina” din Suceava
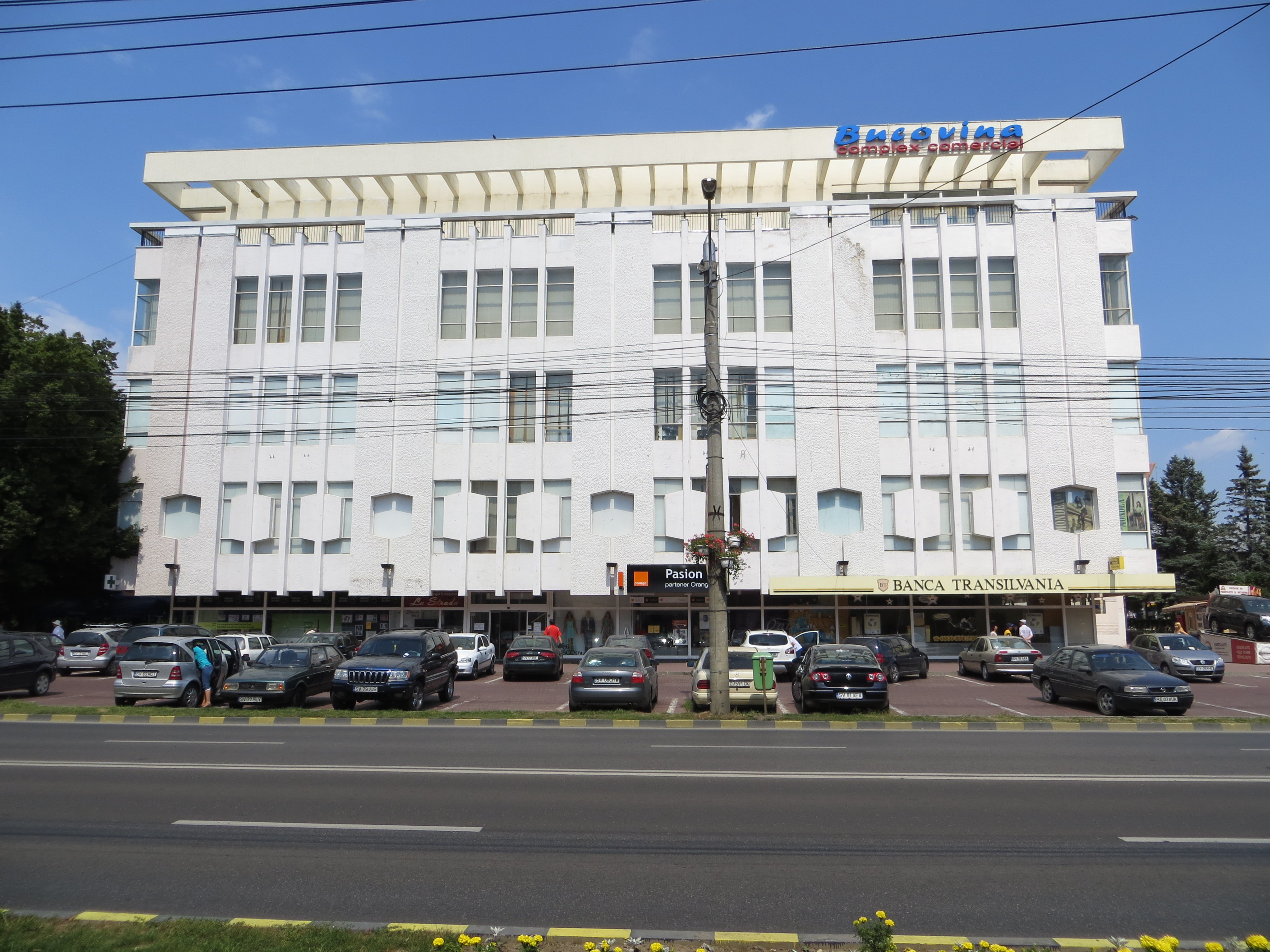
Magazinul „Bucovina” din Suceava
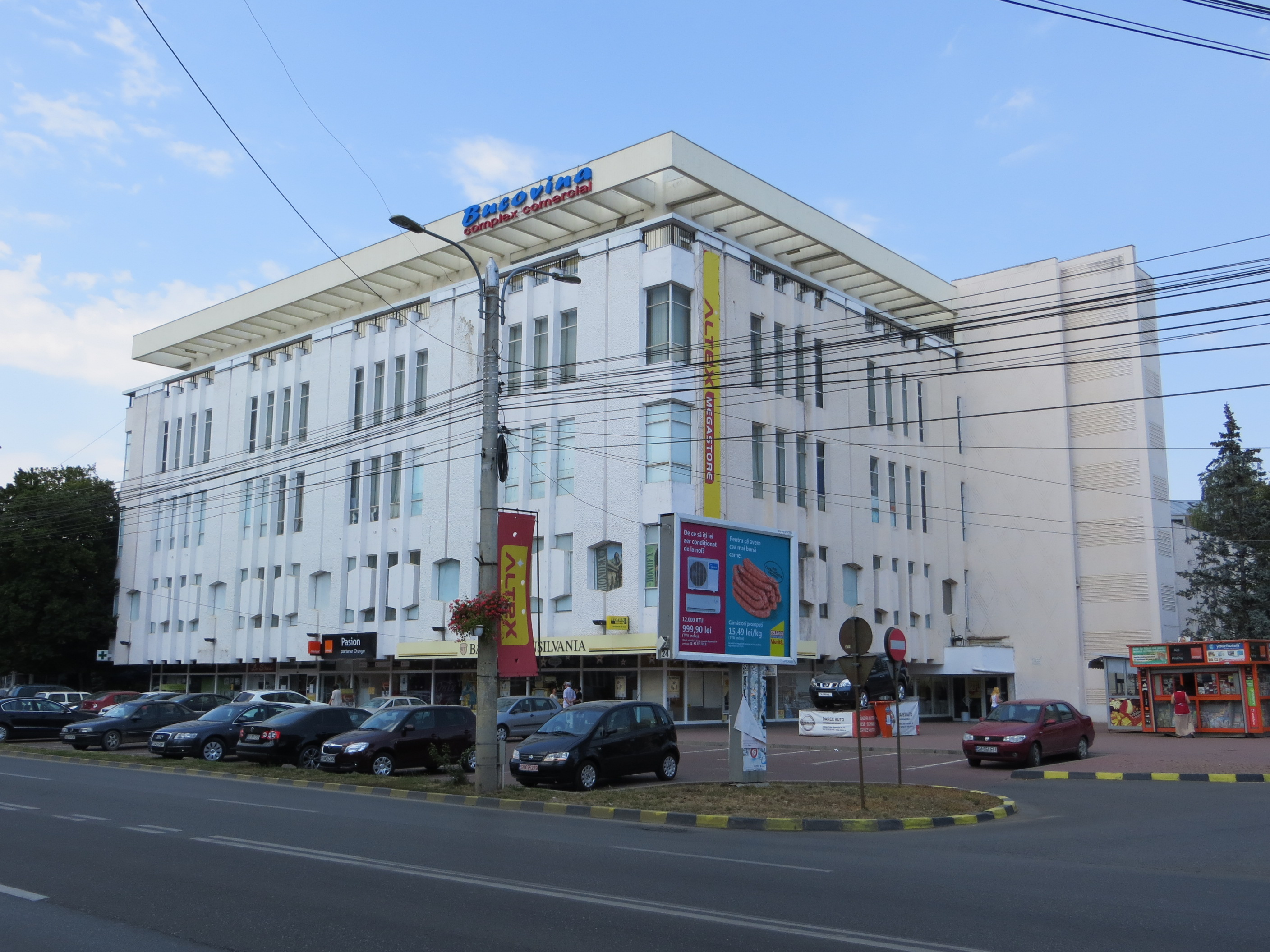
Magazinul „Bucovina” din Suceava
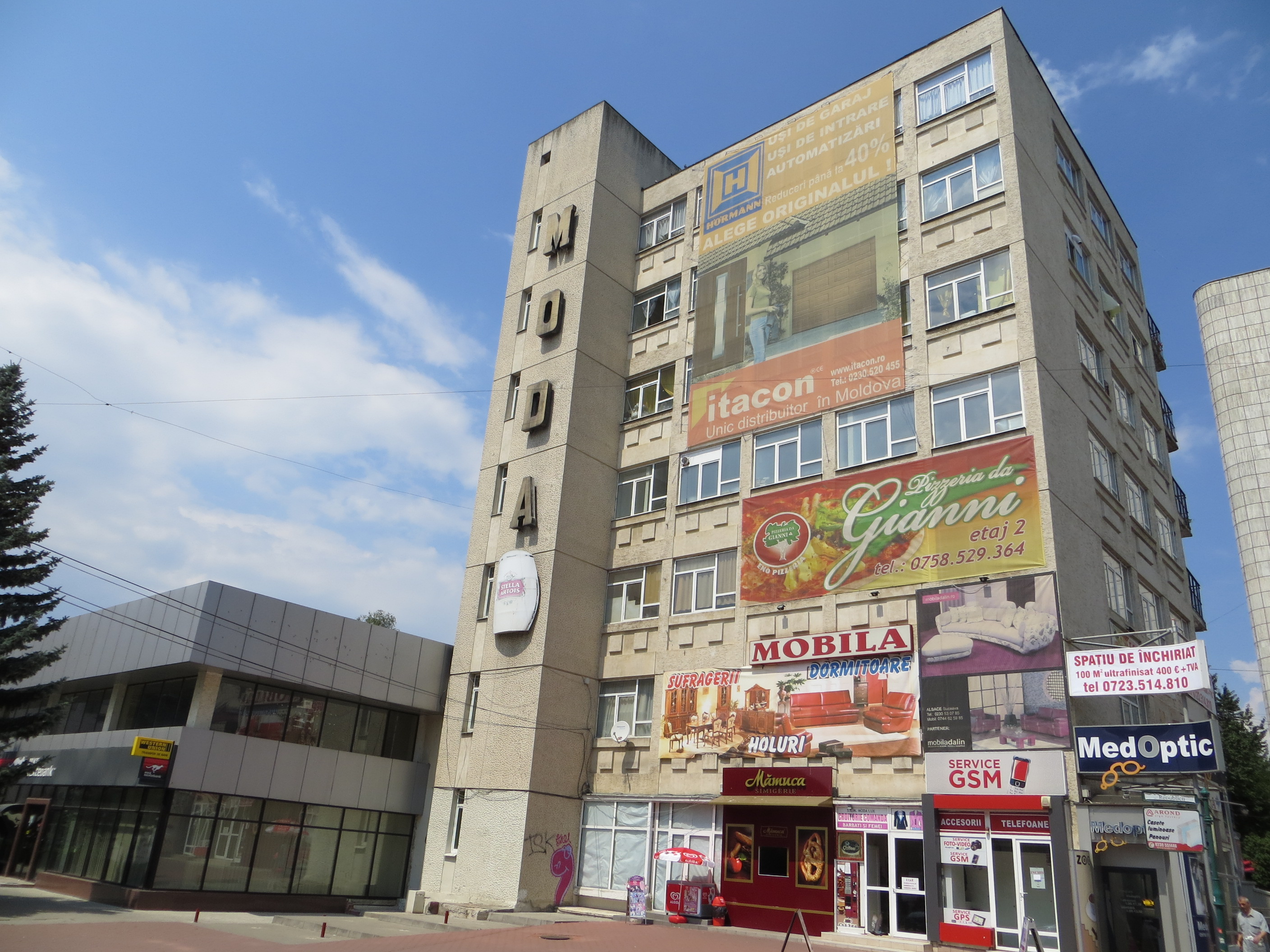
Complexul „Moda” de lângă Magazinul „Bucovina”
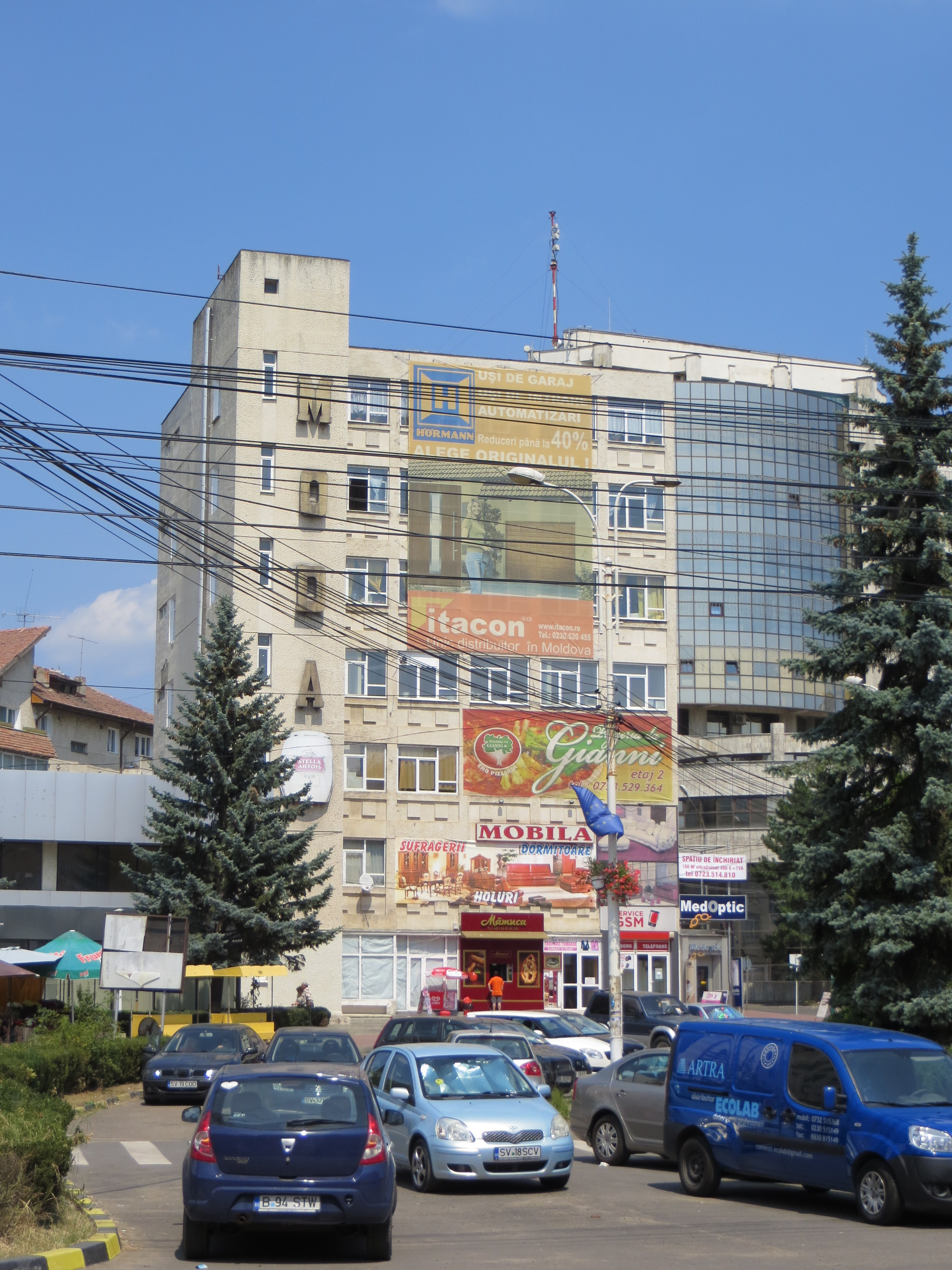
Complexul „Moda” de lângă Magazinul „Bucovina”

## Vezi și
- Hotelul Bucovina din Suceava